# Ronald Giere
Ronald Giere é um filósofo da ciência, americano, professor emérito de filosofia na Universidade de Minnesota. É sócio da AAAS, membro de longa data do conselho editorial do periódico 'Philosophy of Science', e Ex-Presidente da  'Philosophy of Science Association'. Sua pesquisa atual concentra-se em abordagens sobre modelos baseados em agentes da representação científica, e nas ligações entre o naturalismo e o secularismo.
Em seu livro 'Scientific Perspectivism', Giere desenvolve uma versão de realismo perspectivo no qual argumenta que as descrições científicas são como as cores, na medida em que captura apenas os aspectos selecionados da realidade, e esses aspectos não são pedaços do mundo visto como são, em si, mas os pedaços do mundo visto de uma perspectiva humana distinta. Além do exemplo da cor, Giere articula seu perspectivismo recorrendo a mapas e ao seu próprio trabalho anterior sobre modelos científicos. Mapas representam o mundo, mas as representações que fornecem são convenções, influenciados por interesses, e nunca inteiramente corretos ou completos. Da mesma forma, os modelos científicos são estruturas idealizadas que representam o mundo a partir de pontos de vista específicos e limitados. De acordo com Giere, o que vale para as cores, mapas e modelos também valem em geral: a ciência está sempre em perspectiva.

## Publicações
Além de muitos artigos em filosofia da ciência, ele é o autor de:
- Understanding Scientific Reasoning (5th ed 2006);
- Explaining Science: A Cognitive Approach (1988);[3]
- Science Without Laws (1999);[4]
- Scientific Perspectivism University of Chicago Press, Chicago, 2006. ISBN 9780226292120.[5]

Ele também editou vários volumes de artigos em filosofia da ciência, inclusive, mais recentemente, Cognitive Models of Science (1992) e Origins of Logical Empiricism (1996).